# 水尾龍淵
水尾 龍淵（みずお りゅうえん、生没年不詳）とは、江戸時代中後期の大坂の浮世絵師。

## 来歴
中井藍江の門人。長雲斎、龍淵と号す。文化（1804年‐1818年）から天保（1830年‐1844年）頃に活躍しており、主に肉筆浮世絵の美人画を残している。代表作に「蚊帳美人」が挙げられる。なお、落款に「法橋龍淵画」とあり、法橋の位を得ていたことがわかる。
嘉永6年（1853年）刊行の鶴廬大人ら編の狂歌本『狂歌ことの緒集』において同名の人物が香以らとともに挿絵を描いているが、同一人物かどうかは未詳である。

## 作品
- 「花魁図」　絹本着色 奈良県立美術館所蔵　「長雲斎龍淵画」の落款、「國朝」朱文方印、「三省」印あり